# انا محموتوویچ
انا محموتوویچ (انگلیسی: Ena Mahmutovic؛ زادهٔ ۲۳ دسامبر ۲۰۰۳) بازیکن فوتبال اهل آلمان است که در حال حاضر برای باشگاه فوتبال زنان بایرن مونیخ در بوندسلیگا زنان، بالاترین سطح لیگ فوتبال زنان در آلمان، بازی می‌کند.
وی همچنین در تیم‌های ملی فوتبال زیر ۲۳ سال و زنان آلمان بازی کرده است.

## دوران باشگاهی
محموتوویچ، که در دویسبورگ، آلمان به دنیا آمده و بزرگ شده است، فوتبال را به عنوان دروازه‌بان در اینتراخت دویسبورگ آغاز کرد و سپس به تیم جوانان زنان دویسبورگ منتقل شد. او عضوی از تیم جوانان بود و از ۱ اکتبر ۲۰۱۶ تا ۲۱ مه ۲۰۱۷ در ۱۴ بازی لیگ در لیگ سطح بی جوانان به میدان رفت. از ۱۰ سپتامبر تا ۱۸ نوامبر ۲۰۱۷، او هشت بازی دیگر در این لیگ انجام داد. در این مدت، او در ۲۳ سپتامبر ۲۰۱۷ برای اولین بار در بی جونیور بوندسلیگا به میدان رفت، که تا ۲۸ آوریل ۲۰۱۸ توانست شش بازی دیگر به آن اضافه کند.
در آغاز فصل ۲۰۱۹–۲۰، او به تیم اول ارتقا یافت و اولین بازی حرفه‌ای خود را در ۳۰ مه ۲۰۲۰ (هفته هفدهم مسابقات لیگ) انجام داد. در بازی خارج از منزل مسابقات بوندسلیگا با باشگاه فوتبال زنان بایر ۰۴ لورکوزن، او در دقیقه ۹۰ به عنوان بازیکن تعویضی به جای مریت گونستر وارد زمین شد و در نهایت تیمش با نتیجه ۲–۰ پیروز شد. در فصل بعد، او چهار بازی لیگ دیگر انجام داد که شامل سه بازی آخر فصل بود اما در نهایت در انتهای فصل تیمش به بوندسلیگا ۲ سقوط کرد. پس از سقوط، او در ۸ بازی لیگ در بوندسلیگا ۲ بازی کرد و با تیمش به مقام دوم رسید و مجدداً به بوندسلیگا بازگشت. در این حین، او همچنین در رقابت‌های جام DFB برای اولین بار بازی کرد. در ۲۷ سپتامبر ۲۰۲۱، تیمش در دور دوم با نتیجه ۳–۱ مقابل باشگاه فوتبال زنان ولفسبورگ شکست خورد. در ۲۰۲۳–۲۰۲۲ زنان بوندسلیگا، او هشت بازی لیگ در طی فصل انجام داد و همچنین سه بازی دیگر از هفته‌های دهم تا دوازدهم را انجام داد.
در فصل ۲۰۲۴–۲۰۲۳ بوندسلیگا زنان، محموتوویچ به دروازه‌بان اصلی دویسبورگ تبدیل شد. در ۳ نوامبر ۲۰۲۳، اعلام شد که او به عنوان ورزشکار سال ۲۰۲۳ دویسبورگ انتخاب شده است.

## دوران ملی
به عنوان بازیکن در تیم انتخابی زیر ۱۸ سال انجمن فوتبال نیدر راین، او در سه مسابقه برای جام ایالتی از ۳ تا ۶ اکتبر ۲۰۱۹ در مدرسه ورزشی وداو بازی کرد.
او بخشی از تیم ۲۱ نفره تیم ملی فوتبال زنان زیر ۲۰ سال آلمان برای جام جهانی زنان زیر ۲۰ سال ۲۰۲۲ در کشور کاستاریکا بود، اما از او استفاده نشد. تیم او پس از مرحله مقدماتی گروه B از مسابقات حذف شد.
در سال ۲۰۲۳، محموتوویچ در اردوگاه آموزشی DFB در ماربلا شرکت کرد و برای بازی بین‌المللی مقابل تیم ملی فوتبال زنان سوئد در ۲۱ فوریه ۲۰۲۳ در آرنای شاوینسلند ریزن دویسبورگ انتخاب شد که اولین آزمایش او در سال جام جهانی فوتبال زنان ۲۰۲۳ محسوب می‌شد. او برای اولین بار توسط سرمربی ملی مارتینا فوس-تکلنبرگ به تیم ملی بزرگسالان دعوت شد.